# Cry of Fear
Cry of Fear (wörtliche deutsche Übersetzung: Schrei der Angst) ist ein Survival-Horror-Computerspiel sowie eine Modifikation für das im Jahr 1998 erschienene Computerspiel Half-Life. Die Mod wurde von dem schwedischen Spieleentwickler-Team Team Psykskallar, bestehend aus Andreas Rönnberg und James Marchant, am 23. Februar 2012 offiziell veröffentlicht. Rönnberg entwickelte bereits den Vorgänger Afraid of Monsters.
Cry of Fear erhielt im Jahr 2012 mehrere Auszeichnungen von Mod DB, darunter die der Hauptkategorie Bestes Einzelspieler-Spiel des Jahres und den Community Award. Auch in den Vereinigten Staaten stieß die Mod auf großes Interesse, sodass sie auf der Videospielplattform Steam zum Greenlight-Titel gewählt wurde und seitdem dort angeboten wird. Im November 2012 erschien zudem eine App für das IPhone, jedoch wird diese von Nutzern des offiziellen Forums als „Fake“ gebrandmarkt, da diese App nichts mit der eigentlichen Mod zu tun hat. Auch wurde spekuliert, ob die Entwickler der Mod eine Klage gegen Apple wegen Urheberrechtsverletzung erheben würden.
In Cry of Fear übernimmt der Spieler die Rolle des 19-jährigen Simon Henriksson, der sich eines Nachts auf den Straßen der Stadt Fäversholm wiederfindet, einen Weg nach Hause zu finden versucht und sich dabei Monstern und anderen Gefahren stellen muss. Im Laufe des Spiels erschließen sich dem Spieler mehr und mehr die Hintergründe von Simons Situation. Ebenso hat der Spieler durch bestimmte Entscheidungen im Spiel die Möglichkeit, das Ende des Spiels und somit auch Simons Schicksal zu beeinflussen.

## Entwicklung

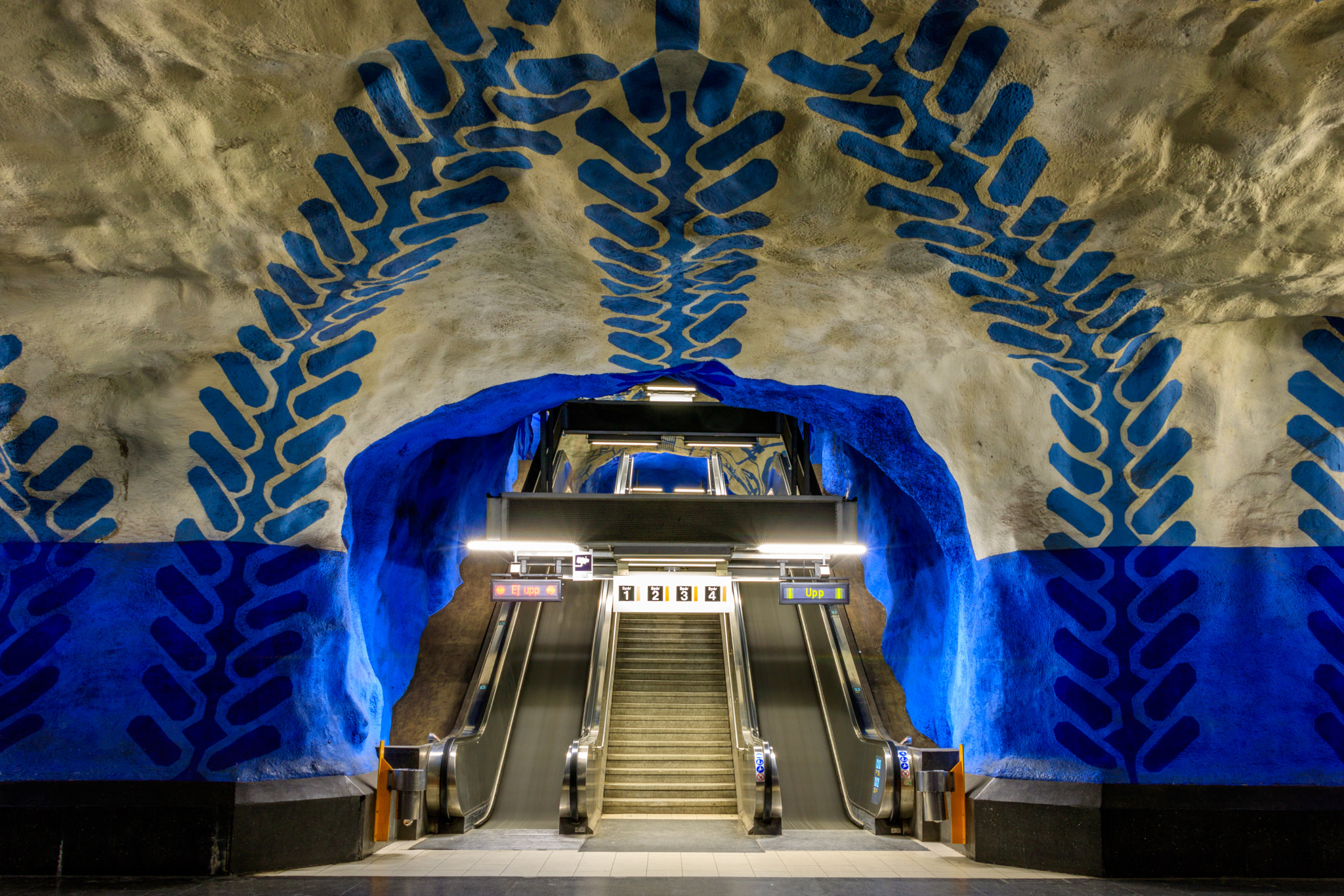
Einer der Orte im Spiel, der auf einem realen Ort in Stockholm basiert, ist ein Areal im U-Bahnhof Hansson Square im vierten Kapitel, welches der Station T-Centralen nachempfunden ist.

Die Entwicklung von Cry of Fear wurde von Team Psykskallar übernommen, welche bereits die Mods Afraid of Monsters (ebenfalls ein Half-Life-Mod) und Resident Evil: Cold Blood entwickelten. Die Produktion von Cry of Fear dauerte dreieinhalb Jahre. Die Mod verwendet die Goldsource-Engine wie auch Half-Life. Insgesamt wirkten neben Andreas Rönnberg zehn weitere Entwickler bei der Erstellung des Konzeptes und der Mod-Entwicklung mit.
In einem Videocast und in den im Spiel freischaltbaren Entwicklerkommentaren geben Andreas Rönnberg und James Marchant preis, dass manche Handlungsorte in Cry of Fear auf realen Plätzen in Stockholm basieren, darunter dem Stadtpark, der U-Bahn und leerstehenden Wohnungen.
Seit dem 23. April 2013 kann das Spiel kostenfrei bei Steam heruntergeladen werden. Dies wurde möglich, da Fans der Mod in der Community für dieses Spiel gestimmt hatten. Seit der Veröffentlichung auf Steam kann Cry of Fear gespielt werden, ohne das eigentliche Hauptspiel, Half-Life, installiert haben zu müssen. Laut PC Games stellt Cry of Fear zwar eine Total Conversion von Half-Life dar, allerdings ohne auf bekannte Elemente des Hauptspiels zurückzugreifen. Deswegen betrachtet die Homepage PC Games Cry of Fear als eigenständiges Spiel.
Im Gegensatz zur Mod-Version zeigt die Standalone-Version beim Start einen Warnhinweis für den Spieler an, der vor den Inhalten des Spiels warnt.

## Handlung

### Prolog
“I’ve always felt alone my whole life, for as long as I can remember, I don’t know if I like it … or if I’m just used to it, but I do know this: Being lonely does things to you, and feeling shit and bitter and angry all the time just … eats away at you.” („INTRODUCTION“ (dt. „EINLEITUNG“) in die Handlung bei Spielstart)
„Ich habe mich immer schon allein gefühlt, solange ich mich erinnern kann. Ich bin mir nicht sicher, ob ich es mag, oder ob ich einfach daran gewöhnt bin, aber eines weiß ich bestimmt: Einsam sein hinterlässt Narben, und sich die ganze Zeit verbittert, verärgert und beschissen fühlen frisst einen innerlich auf.“ (Übersetzung in der deutschen Sprachausgabe)
Der 19-jährige Simon Henriksson spaziert eines Nachts alleine durch die Stadt Fäversholm. Auf einmal bemerkt er einen verletzten Mann, der um eine Ecke gekrochen kommt. Simon versucht dem Verletzten zu helfen, als in einiger Entfernung ein Auto plötzlich seinen Motor startet und ungebremst in die beiden Männer hineinrast.

### Haupthandlung
Die Haupthandlung teilt sich in sieben bzw. acht „Chapters“ (dt. „Kapitel“) auf.

#### Einleitunglevel
Die erste Möglichkeit, Simon zu steuern, erhält der Spieler in einem stockfinsteren Gebäude. Simon ist mit einer Fotokamera ausgestattet und fotografiert bestimmte Ziele. Nach einiger Zeit taucht aus der Dunkelheit ein schreiendes Gesicht auf und dieser Abschnitt des Spiels endet.

#### Chapter 1: Lost in a City
Simon erwacht am Abend in einer Gasse von Fäversholm. Das Einzige, woran er sich erinnern kann, ist die Autokollision. Simon begibt sich aus der Gasse heraus und irrt ziellos durch die Straßen der Stadt, wobei er nur sein Handy und ein Messer zur Verfügung hat. Nach einiger Zeit bemerkt er, dass etwas mit der Stadt nicht stimmt. So wird er mit Monstern konfrontiert, die ihm nach dem Leben trachten. Zudem ist er wohl der einzige Mensch in Fäversholm, bis auf einen Mann, der Simon mittels SMS in ein Apartmenthaus lockt, vom Protagonisten jedoch nur noch tot aufgefunden wird. Nachdem Simon Sawer, den ersten Endgegner, besiegt hat, trifft er auf einen Doktor mit einer Gasmaske, der sich gegenüber Simon jedoch sehr scheu verhält.

#### Chapter 2: Who is that Doctor?
Simon setzt seine Reise durch das nun nächtliche Fäversholm fort. Nach einiger Zeit trifft er erneut auf den Doktor, der einen anderen Mann gekreuzigt und enthauptet hat. Der Protagonist kann den Arzt jedoch nicht zur Rede stellen, da dieser flieht und Simon mit Mace, dem zweiten Endgegner, zurücklässt. Nach Maces Tod wird Simon zum ersten Mal mit einer Psychose konfrontiert, die sich in mehreren Armen äußert, die aus dem Boden heraus nach ihm greifen, als er gerade einen Gang entlangläuft. Dieses Ereignis erschüttert den jungen Mann zutiefst und er entscheidet sich, so schnell wie möglich die Stadt zu verlassen.

#### Chapter 3: The City is not Safe
An einem Punkt seiner Reise begegnet Simon auf dem Dach eines Hauses Sophie, einer ehemaligen Mitschülerin. Nach einem langen Gespräch mit ihr, in dem Sophie Simon gesteht, dass sie sich von allen Menschen missverstanden fühle, begeht sie Suizid. Im Anschluss muss Simon gegen Carcass, den dritten Endgegner, kämpfen. Jedoch besteht auch die Möglichkeit von Carcass zu fliehen, was jedoch das Handlungsende beeinflusst (siehe hierfür den Abschnitt Enden).

#### Chapter 4: Drowned in Sorrow
Simon beschließt, mit der U-Bahn in die Vorstadt zu fahren, um seine Mutter in Sicherheit zu bringen. Da der Zugverkehr jedoch lahmgelegt ist, begibt er sich auf eine Reise durch die U-Bahn-Schächte, um die nächste Station zu erreichen. Als der Protagonist am Zielort ankommt, bemerkt er dort den Doktor, der erneut einen Mann getötet hat. Simon fasst den Entschluss, den Arzt zu verfolgen. Jedoch endet dieses Vorhaben für Simon in einer weiteren Psychose, aus der er nur glimpflich entkommen kann.

#### Chapter 5: Leaving this for Good
Simon setzt sich in einen Zug und fährt in Richtung Kirkville, um seine Mutter zu retten. Während der Fahrt lässt er sich alles bisher erlebte noch einmal durch den Kopf gehen, ohne jedoch herausfinden zu können, was in Fäversholm los ist. Als Simon ein Geräusch hört, erkundet er den Zug und findet dabei einen Fuß, den er in einen Koffer mit der Aufschrift “I WANT MY FEET BACK” (dt. „ICH WILL MEINE FÜSSE ZURÜCK“) legt. Daraufhin entgleist der Zug und droht in einen Abgrund zu stürzen.

#### Chapter 6: It’s not Over yet
Simon gelingt es, mit letzter Kraft aus dem Wagon zu entkommen. Ohne Waffen und Handy muss er durch einen Wald zurück nach Hause finden. In einer stillgelegten Irrenanstalt trifft Simon auf den Doktor, welcher hinter einem verriegelten Gittertor steht und auf ihn zu warten scheint. Er verspricht Simon, dass er das Tor öffnen werde, wenn dieser ihm eine geladene Waffe bringe, die in dem Gebäude versteckt ist. Simon willigt ein und bringt dem Doktor die Waffe, wobei der Spieler – ähnlich wie bei der Entscheidung, ob er gegen Carcass kämpfen möchte – entscheiden kann, ob der Arzt die Pistole erhalten soll. Der Doktor verpasst Simon einen Schuss in den Oberarm, nachdem er dem Protagonisten den Schlüssel ausgehändigt hat. Anschließend verschwindet der Mediziner auf den Dachboden. Der Arzt stirbt kurz darauf, da Simon ihn nach einem Feuergefecht tötet. In einem Flashback sieht man den im Rollstuhl sitzenden Simon bei einem Gespräch mit seinem Psychologen, Doktor Purnell. Dieser schlägt ihm eine neue kognitive Behandlungsmethode vor: Er soll in einem Buch seine Emotionen sowie seine derzeitige Stimmung niederschreiben, um sein Trauma zu überwinden.

#### Chapter 7: Only Safe at Home
Der Morgen ist angebrochen und Simon schafft es, aus dem Wald zu entkommen und Kirkville zu erreichen, wo er und seine Mutter wohnen. In seinem Haus angekommen findet er anstelle seiner Mutter nur sein Tagebuch. Mit dem Fund endet die von Simon in seinem Buch niedergeschriebene Geschichte. Simon ist seit dem Autounfall querschnittgelähmt und hat im Buch seine Psychosen und Depressionen zum Ausdruck gebracht. Im Anschluss folgt der – je nach den Entscheidungen des Spielers bei Carcass und beim Doktor – endgültige Kampf gegen den im Rollstuhl sitzenden „Sick Simon“ oder den „Book Simon“.

#### Chapter 8: My Life Ends Here
Hierbei handelt es sich um ein Zusatzkapitel, das nur unter bestimmten Bedingungen (siehe unter dem Abschnitt Enden) verfügbar ist. In diesem Kapitel kämpft Simon gegen den „Sick Simon“ und tötet ihn.
Außerhalb des Buches bedeutet das, dass der reale Simon Henriksson Suizid begeht.

### Enden
Je nach Verlauf der Story kann der Spieler vier verschiedene Enden erreichen. Diese sind abhängig von der Entscheidung des Spielers Carcass zu töten und dem Doktor die Waffe zu besorgen, um die er bittet.
Im ersten Ende (es wird erreicht durch Carcass’ Verschonung und dem Misstrauen in den Doktor in der Klinik im Wald) schlägt die Therapie fehl und Simon entwickelt einen Hass auf die Welt. Er bringt Doktor Purnell in dessen Apartment um, da sein Rat, das Buch zu schreiben, einen negativen Effekt auf Simons Heilung hatte und ihn auf den Weg in die „Selbstzerstörung“ führte. Auch Sophie wird von ihm umgebracht. Nachdem er das Buch abgeschlossen hat, begeht er Suizid. Die Leichen werden später von der Polizei entdeckt.
Im zweiten Ende (es wird erreicht, wenn der Spieler Carcass verschont und dem Doktor in der Klinik die von ihm gewünschte Waffe aushändigt) zeigt Simon Respekt für die Bemühungen Purnells, ihm helfen zu wollen, kommt aber zu dem Schluss, dass sein Leben nutzlos sei. Er erkennt sich als unfähig, mit anderen Menschen zu leben und Probleme zu lösen. Er bringt Sophie in seinem Apartment um und begeht anschließend Selbstmord.
Das dritte Ende (hier muss der Spieler Carcass töten, aber dem Doktor in der Klinik nicht seine Waffe geben, um es freizuschalten) ist diametral zum zweiten. Er bringt Purnell in dessen Apartment um, verschont jedoch Sophie. Nachdem er eine Notiz verfasst hat, in der er Sophie die einzige Person in seinem Leben nennt, die ihm helfen konnte, begeht er Selbstmord durch einen Kopfschuss.
Das vierte und „gute“ Ende wird erreicht, wenn der Spieler Carcass umbringt und dem Doktor in der Klinik die von ihm gewünschte Waffe aushändigt. Er bringt weder den Doktor noch Sophie um und begeht auch keinen Selbstmord. Er realisiert, dass er eine Psychose durch seine Panikstörung erlitten hat. Es wird gezeigt, dass Simon während des psychotischen Anfalls statt seines imaginierten Ichs zwei Polizisten erschossen hat. Er wird aufgrund einer diagnostizierten Psychose lebenslang in eine Heilanstalt eingewiesen, wo er von Doktor Purnell psychologisch betreut wird, wofür er sehr dankbar ist. Auch erwähnt Simon, dass Sophie ihn regelmäßig in der Klinik besuche. Des Weiteren berichtet er, dass Sophie einen neuen Freund gefunden habe und beiden viel Glück wünsche.
Im Koop-Modus erhält der Spieler ein Ende, das der eigentlichen Cry of Fear-Handlung widerspricht. Hier erreicht die Polizei rechtzeitig den Unfallort, wo Simon angefahren wurde, und verhaften den Fahrer des Unfallautos. Simon kann gerettet werden und wird nicht invalid. Auch hat Simon in diesem Ende eine Beziehung mit Sophie begonnen.
Im Spiel ist es zudem möglich, ein geheimes Ende („Secret Ending“) freizuschalten. Dazu muss der Spieler bald nach dem Anfang ein ominöses Päckchen aufnehmen und später in einen Briefkasten in der Harbor Road einwerfen und das Spiel mit dem „guten“ Ende abschließen. In der Endsequenz des geheimen Endes zeigt sich, wer für den Unfall verantwortlich war. Es stellt sich heraus, dass David Leatherhoff (der Protagonist aus Afraid of Monsters) unter Drogeneinfluss den Wagen gefahren hat.

## Charaktere

### Hauptcharaktere

#### Simon Henriksson
Siehe auch „Book Simon“ und „Sick Simon“
Simon Henriksson ist der Protagonist von Cry of Fear. Er ist 19 Jahre alt und lebt in einem Apartmenthaus in Fäversholm. Er sitzt im Rollstuhl, da seine Beine gelähmt sind, nachdem er von einem Auto angefahren wurde. Er leidet seitdem unter Depressionen und Panikstörungen. Von seinem behandelnden Arzt, Doktor Purnell, erhält Simon die Möglichkeit, seine Gefühle in einem Buch niederzuschreiben, um über das Trauma hinwegzukommen. Er ist in Sophie, eine ehemalige Mitschülerin, verliebt, die ihn jedoch abgewiesen hat. Der Spieler übernimmt im Spiel die Rolle von Simon, der die Handlung seines eigenen Buches durchlebt und abhängig von bestimmten Entscheidungen des Spielers entweder seinem Leben ein Ende setzt oder in eine Heilanstalt eingewiesen wird. Simon Henrikssons Sprecher ist Stig Sydtangen.

#### Doktor Purnell
Doktor Purnell ist Simons behandelnder Arzt. In der Realität außerhalb des Buches ist Doktor Purnell für die Genesung Simons zuständig. Er rät Simon dazu, seine Gefühle in einem Buch aufzuschreiben, um sein Trauma zu überwinden. Purnell kümmert sich im „guten“ Ende weiterhin um Simon, der in eine Heilanstalt eingewiesen wird. In der Realität des Buches taucht er als der Antagonist The Doctor auf. Purnell wird von Lasse Holmen gesprochen.

#### Sophie
Sophie ist eine ehemalige Mitschülerin von Simon, der er vor seinem Unfall seine Liebe gestanden hat, von ihr jedoch abgewiesen wurde. In der Realität des Buches trifft Simon sie auf einem Hausdach, woraufhin die beiden in ein Gespräch kommen. Sie erzählt ihm, dass sie in der Schule Opfer von Mobbing und Simon die einzige Person gewesen sei, die nett zu ihr war. Anschließend begeht sie plötzlich Suizid. Im „guten“ Ende besucht sie Simon regelmäßig in der Heilanstalt. Sophie wird von Aina Hatlevik synchronisiert.

#### The Cops
The Cops (dt. die Cops) sind Angehörige der schwedischen Polizei. Sie treten in allen Enden des Spiels auf und finden so entweder jene Personen tot in Simons Apartment, die je nach Ende des Spiels sterben müssen, oder fallen selbst Simon zum Opfer, der sie in seinem Wahn erschießt. Eine besondere Rolle kommt ihnen im Koop-Modus zu, wo sie von den Spielern gesteuert werden. An dessen Ende retten sie Simon und verhaften den flüchtigen Fahrer, sodass sich Simons Schicksal ändert. Gesprochen werden die Cops von Ian Wiese.

### Antagonisten

#### Sawer
Sawer (von engl. saw für Säge) ist der erste Endgegner und im Keller des Apartmenthauses im ersten Kapitel zu finden. Seinen Namen verdankt er der Kettensäge, die er bei sich trägt. Er ist eine große, dürre Kreatur, aus dessen Körper Nägel herausragen.

#### Mace
Mace (engl. für Keule) ist der zweite Endgegner. Er sieht wie eine riesige Mumie aus, der in einer Hand einen Totschläger hält. Mace taucht auf, nachdem der Doktor im zweiten Kapitel einen Mann mit einer Säge enthauptet hat. Mace ist immun gegen Schusswaffen und kann mittels Stromschlägen verwundbar gemacht werden.

#### Carcass
Carcass (engl. für Kadaver), der dritte Boss im Spiel, erscheint unmittelbar nach dem Suizid von Sophie. Er hat einen amputierten Körper, welcher auf einem Stuhl sitzt und dank einer Art von Heißluftballon in der Luft schwebt. Carcass ist der einzige Bossgegner, vor dem der Spieler fliehen kann, was allerdings zu einem „schlechten“ Ende führt.

#### The Doctor
„The Doctor“ (engl. für Der Doktor) ist der Hauptantagonist. Er basiert auf dem Doktor Purnell, welcher nach Simons Unfall dessen Behandlung übernimmt. Anders als sein reales Vorbild verhält sich der Doktor jedoch sehr scheu gegenüber Simon und sucht vor ihm schnell das Weite. Er trägt eine Gasmaske, weshalb seine Stimme dumpf klingt, und einen Kittel. Im Laufe der Geschichte begegnen Simon und der Doktor einander immer häufiger, wobei der Doktor bei zwei dieser Treffen andere, in Fäversholm umherirrende Personen tötet, da diese mit ihm offenbar nicht kooperieren wollen.
In Kapitel 6 muss Simon dem Doktor eine Schusswaffe besorgen, die sich in einer verfallenen Klinik befindet. Im Gegenzug verspricht dieser Simon, die Tür zu öffnen. Simon tötet den Mediziner, nachdem dieser Simon in die Schulter geschossen hat, bei einem Feuergefecht. Nach dem Tod des Doktors ist die den Großteil des Spiels bestimmende Nacht zu Ende und der Morgen angebrochen.

#### „Book Simon“ und „Sick Simon“
Bei dem Endgegner „Book Simon“ (dt. „Buch-Simon“) handelt es sich um jenen Simon, den der Spieler während der Handlung gespielt hat, mit dem Unterschied, dass dieser blutüberströmt ist und einen irren Gesichtsausdruck hat. Er ist der Endgegner im „guten“ Ende und wird in diesem vom „Sick Simon“ bekämpft, dessen Steuerung der Spieler übernimmt. In einigen Missionen der Custom Campaign hat „Book Simon“ einige Kurzauftritte. Stirbt „Book Simon“ im Kampf gegen „Sick Simon“, so bleibt Simon Henriksson außerhalb des Buches am Leben, realisiert seine Psychose und wird in eine Psychiatrie eingewiesen.
„Sick Simon“ (dt. „Kranker Simon“) ist der finale Boss beim „schlechten“ Ende. Er ist eine Manifestation des realen Simon Henrikssons außerhalb der Realität des Buches. Er wird vom „Book Simon“ im finalen Kampf erwürgt, was jedoch gleichzeitig auch den Tod von „Book Simon“ zur Folge hat. Außerhalb des Buches, hat der Tod des „Sick Simons“ den Suizid von Simon Henriksson zur Folge, da er – in seinem Werk – sein gelähmtes, literarisches Ego tötet.

#### Sawrunner
Sawrunner ist ein in bestimmten Abschnitten des Spiels vorkommender Gegner, der den Spieler mit einer laufenden Kettensäge jagt und sofort tötet, sollte der Spieler nicht in Bewegung bleiben. Sawrunner zeichnet sich durch Schreie und Kettensägengeräusche aus, welche sein Auftauchen bestimmen, außerdem ist er blutüberströmt und trägt um seinen Kopf herum drei Theatermasken.

## Gegenstände und Funktionen zum Freischalten
In Cry of Fear ist es möglich, diverse Gegenstände (Kleidung, Waffen etc.), aber auch die Spielmodi „Nightmare Mode“ und „Doctor Mode“ freizuschalten („Unlockables“). Manche Gegenstände, wie Kapuzenpullover oder Seiten aus Simons Buch, können teilweise im Laufe des Spiels gefunden werden. Für jedes der fünf Enden gibt es ebenfalls ein Kleidungsstück. Den Custom-Hoodie kann der Spieler erst freischalten, indem er alle anderen Kleidungsgegenstände im Spiel freigeschaltet und anschließend das Spiel nochmal abgeschlossen hat, wobei der Schwierigkeitsgrad unerheblich ist. Zudem wird nach einmaligem Durchspielen die Möglichkeit freigeschaltet, sich beim erneuten Spiel Entwicklerkommentare anzuhören, welche interessante Hintergrundinformationen geben.

### Waffen
Es ist im Spiel möglich fünf verschiedene Waffen freizuschalten. Eine Monster-paralysierende Kamera, David Leatherhoffs Axt aus Afraid of Monsters, Simons (feuerspeiendes) Buch, eine FAMAS und eine MP5. Für die Kamera muss der Spieler das Hauptspiel in zweieinhalb Stunden oder weniger beendet haben. Durch einen Glitch in einer früheren Spielversion konnte dieser Gegenstand auch ohne das Erreichen des Ziels freigeschaltet werden. Mit der neuen Version wurde dieser Glitch entfernt. Um Simons Buch zu erhalten, muss das Spiel im „Nightmare Mode“ mit der besten Benotung abgeschlossen werden. Die FAMAS erhält der Spieler, wenn er den „Nightmare Mode“ absolviert hat, wobei das Ende egal ist. Die Axt kann der Spieler beim geheimen Ende bekommen. Hierfür erhält er einen mehrstelligen Code, welcher eine Tür entriegelt, wo die Axt zu finden ist. Mit der Spielversion 1.6a kam zudem eine MP5 ins Spiel, welche man durch den Beitritt in eine dazugehörige Steam-Gruppe und das erstmalige Durchspielen des Hauptspiels freischalten kann.

### Spielmodi
Der „Nightmare Mode“ (dt. „Albtraum-Modus“) wird spielbar, wenn der Spieler Cry of Fear mindestens einmal durchgespielt hat. Hierbei handelt es sich um das Spiel in der höchsten Schwierigkeitsstufe. Die Monster sind um einiges stärker und es sind weniger Gegenstände (Waffen, Gesundheits-Spritzen) vorhanden. Zusätzlich kann man nur maximal fünf Mal speichern.
Der „Doctor Mode“ (dt. „Doktor-Modus“) wird ebenfalls nach dem ersten Durchspielen freigeschaltet. In diesem schlüpft der Spieler in die Rolle von Doktor Purnell. Ziel ist es, Simon davon abzuhalten, sein Buch zu schreiben. Der Spieler startet mitten in der Stadt und hat einen Colt mit begrenzter Munition zur Verfügung. Dabei begegnen auch ihm die Monster aus dem Hauptspiel. Die Schwierigkeit im „Doktor-Modus“ ist, dass es keine Möglichkeit gibt, neue Heilgegenstände zu finden und zu speichern. Durch Abschließen dieses Spielmodus wird die Gasmaske des Doktors im Spiel, die als Nachtsichtgerät dient, freigeschaltet.

## Custom Campaign
Die „Custom Campaign“ (dt. „Gast-Kampagne“) bietet die Möglichkeit, Nebenmissionen zu spielen. Diese sind nicht unbedingt mit der Haupthandlung verbunden und bieten neue Orte und Gegner. Es existieren folgende Nebenmissionen:
- Memories
- Halloween Collaboration
- Community Collab
- HER
- iSolation Demo
- Out of It Demo
- Hotel Terror
- Recidivist
- SDK Campaign
- The Hole 1.4
- The Stairway
- Scrolls of Shaimoon 1.2
- Manhunt

## Auszeichnungen
Cry of Fear konnte im Jahr 2012 mehrere Auszeichnungen erringen. Die Mod gewann den Community Award und in der Kategorie Bestes Einzelspieler-Spiel des Jahres, beides verliehen von der Community Mod DB. Auch erreichte Cry of Fear den zweiten Platz in der Kategorie Beste Mod und landete auf dem dritten Platz in der Kategorie Mod des Jahres.
Christine Donath von Spieletipps.de wählte Cry of Fear auf Platz 7 der besten kostenlosen Horrorgames. Die Leser von Spieletipps.de bewerteten die Mod mit 94 Punkten äußerst positiv. Auch wurde die Mod in die Mod Hall of Fame aufgenommen.
Erhaltene Auszeichnungen:
- Mod DB Awards (u. a. MOTY Players Choice)
  - 2011: Best Upcoming Mod of the Year 2011, gewonnen (Players Choice)[17]
  - 2012: Community Award, gewonnen
  - 2012: Bestes Einzelspieler-Spiel, gewonnen
  - 2012: Beste Mod, Platz 2
  - 2012: Mod des Jahres, Platz 3
- PressPlay.tv
  - 2012: Scariest Game of the Year 2012[18]

## Soundtrack
Zu Cry of Fear existieren drei Soundtracks: ein offizieller Soundtrack zum Spiel, einer zu Cry of Fear: Memories und einer zu Cry of Fear: Manhunt. Die drei Soundtracks sind als MP3-Downloads auf CD Baby erhältlich.

## Trivia
Eines der Easter Eggs, welches sich im Spiel finden lässt, bezieht sich auf den ehemaligen Vizepräsidenten der Vereinigten Staaten Joe Biden, dessen Gesicht sich auf einem tödlichen Würfel im Koop-Modus und als per Befehl freischaltbare Waffe von Carcass finden lässt.